# Fuzion Frenzy
Fuzion Frenzy é um jogo eletrônico de festa desenvolvido pela Blitz Games e publicado pela Microsoft Game Studios para o Xbox. O jogo é um jogo de festa para quatro jogadores com 45 minijogos diferentes. Desenvolvido como um título exclusivo para o Xbox nos Estados Unidos, Fuzion Frenzy foi o primeiro jogo masterizado para o console e desenvolvido para preencher o nicho de um jogo de festa em sua estratégia de lançamento. O jogo foi lançado com críticas mistas a médias, com os críticos elogiando a acessibilidade e a apresentação visual do jogo como uma vitrine inicial das capacidades do Xbox, ao mesmo tempo em que criticaram a repetição do jogo e a variedade limitada de minijogos. Fuzion Frenzy foi um sucesso comercial moderado, embora as vendas iniciais lentas tenham levado a Microsoft Game Studios a interromper o trabalho da Blitz Games em uma sequência para o Xbox.  Uma sequência para o Xbox 360 chamada Fuzion Frenzy 2, foi lançada posteriormente em 2007 pela Hudson Soft.

## Jogabilidade
Até quatro jogadores podem competir em dois diferentes tipos de modos: "Torneio" e "Mini-Game Frenzy". Mini-Game Frenzy é o mais simples dos dois, envolvendo jogadores que podem selecionar mini-games individuais enquanto a tabela de vitórias é mantida. Em contraste, o modo Torneio é o núcleo do jogo, onde os jogadores tentam ganhar o máximo de pontos jogando em duas ou mais zonas. Em Fuzion Frenzy 2, o jogador deve disputar com os outros pela conquista do maior número de planetas do universo.

### Mini-jogos
- Armored Antics
- Blast Man Standing
- Sumo
- Twisted System
- Water Gate Scramble
- Jetboat Spring
- Jetstream
- Misguided Missles
- Centrifugal Farce
- Money Pool
- Victim
- Odd One Out
- e outros jogos mais.

### Liberáveis
No modo tournament, se dois jogadores empatarem em todos os rounds, automaticamente eles vão ganhar o estágio de desempate Tiebreaker!, parecido com Sumo, mais inclinado.

### Estágios

#### Colliseum
Possui os jogos com temas Rolling Ball e Ice Car.

#### Waterfront
Possui os jogos com Orb(Victim,Odd One Out) e Jetboat (Jetboat Sprint,Water Gate Scramble)

#### Military Base
Jogos mais chatos como Pod Hog e Collector.Também é o estágio mais chato.

#### Downtown
Jogos de fogos de artifício (Burning Fuse,Falling Star) e de música (Rithym,Mystery Beat,Scraytch Match)

#### Outlands
Jogos mais legais como E-Rodeo e Rubble Alliance.

#### Power Station
Zona mais chata, com jogos tipo Tube Tremors e Paint Panic.

## Personagens

### Naomi
- Cor - Laranja
- Sexo - Mulher

### Dub
- Cor - Verde
- Sexo-Homem

### Jet
- Cor - Laranja
- Sexo-Mulher

### Sanson
- Cor-Vermelho
- Sexo-Homem

### Zak
- Cor-Amarelo
- Sexo-Homem

### Geena
- Cor-Azul
- Sexo-Mulher

## Desenvolvimento
Fuzion Frenzy foi desenvolvido pelo estúdio britânico Blitz Games, fundado pelos desenvolvedores Andrew e Philip Oliver. Em 2000, a Microsoft convidou o estúdio para lançar um jogo para o próximo Xbox, buscando preencher um espaço para um título de festa voltado para um público mais maduro no mercado americano. Blitz Games concluiu o trabalho no jogo, originalmente intitulado Blitz Party, com uma equipe de 35 funcionários em dez meses para coincidir com o lançamento do Xbox. O estúdio adotou uma abordagem aberta e colaborativa para o design do jogo, dividindo o desenvolvimento em pequenas equipes para criar protótipos de minijogos e trabalhando com a Microsoft para identificar os melhores conceitos. Para criar um estilo visual coerente, o departamento de arte do estúdio se inspirou em filmes como Blade Runner e The Running Man e na cultura do skate para criar um "forte visual futurista de arena esportiva" para o jogo. Produzir um título para um próximo console apresentou dificuldades, com Philip Oliver refletindo que a Microsoft microgerenciava as finanças da produção e organizava confidencialidades e reuniões privadas. Fuzion Frenzy foi o primeiro jogo a ser finalizado como um lançamento master para o Xbox, com o jogo cumprindo a data de lançamento planejada para o lançamento do console em novembro de 2001.

## Recepção
Fuzion Frenzy recebeu "avaliações mistas ou médias" de acordo com o site Metacritic, com uma pontuação média de 70%. Os revisores elogiaram a abordagem acessível e única do jogo para a fórmula do jogo de festa. A IGN elogiou o ritmo do jogo, afirmando que o "Fuzion Frenzy leva você aos jogos o mais rápido possível, sempre mantendo você em movimento e jogando, sem assistir e esperar." "A Official Xbox Magazine elogiou a acessibilidade do jogo, escrevendo "as instruções e os conceitos de jogo são tão simples que absolutamente qualquer um pode jogar". GameZone descreveu Fusion Frenzy como o "melhor jogo de festa... destinado a ser jogado por todos", embora tenha observado que o jogo "desafia o estilo tradicional de jogo de festa", No entanto, vários críticos notaram que o jogo tinha menos méritos como título single-player, já a GameSpy comentou que o modo "não é muito atraente... sem outros jogadores por perto".
Os revisores foram em sua maioria positivos sobre a apresentação visual do jogo como uma demonstração inicial do potencial do jogo do Xbox. IGN descreveu o jogo como um "exemplo perfeito do que o Xbox pode fazer com seu poder", citando "taxas de quadros rápidas, texturas nítidas, toneladas de iluminação em tempo real e efeitos de partículas". GameZone descreveu os personagens e cenários como "impressionantes", destacando os efeitos especiais usados para iluminação e renderização de água. GameSpot notou o uso de iluminação colorida "vibrante" e efeitos de partículas no jogo para "criar uma aparência distinta para o jogo" e escreveu "as arenas têm um bom nível de detalhe e as texturas de alta resolução parecem bonitas e nítidas", embora tenha comentado  que o jogo foi "incapaz de manter uma taxa de quadros constante".
Os críticos foram divergentes quanto à qualidade dos minijogos, com críticas negativas criticando sua variedade limitada. Descrevendo o jogo como carente de "imaginação, inovação, impacto ou diversão", Edge observou que a maioria dos minijogos "se encaixam em várias categorias frequentemente visitadas" e criticou as "terríveis rodadas de corrida e coleta", descobrindo que o jogo "não tinha nada que surpreendesse". Da mesma forma, a Electronic Gaming Monthly criticou a repetição e a falta de diferenças entre os minijogos, observando que "a maioria é muito parecida" e possui "temas semelhantes". A AllGame observou que "a esmagadora maioria das competições envolve a coleta rápida de ícones ou tokens para marcar pontos", criticando a falta de "atividades específicas da equipe" e "minijogos de confronto direto" no jogo, tornando o jogo "melhor jogado em pequenos incrementos". GamePro escreveu da mesma forma que "a maioria dos jogos não é profunda o suficiente para sobreviver ao jogo repetitivo".

### Vendas
Fuzion Frenzy obteve sucesso comercial moderado após o lançamento. A Next Generation estimou que o jogo vendeu 680.000 cópias e arrecadou US$ 16 milhões nos Estados Unidos em julho de 2006, tornando-se o 93º título de console mais vendido desde 2000 naquela época. Andrew Oliver observou que o jogo teve um desempenho de vendas lento, estimando que o jogo vendeu "cerca de meio milhão" de unidades no primeiro trimestre, mas "mais de um milhão" no total, refletindo que as vendas foram limitadas por uma "pequena base instalada" e o "custo de controladores adicionais limitou seu potencial".